# یوجی ایشیکاوا
یوجی ایشیکاوا (انگلیسی: Yuji Ishikawa؛ زادهٔ ۲ ژوئیهٔ ۱۹۷۹) بازیکن فوتبال اهل ژاپن است.
از باشگاه‌هایی که در آن بازی کرده‌است می‌توان به باشگاه فوتبال سانفریس هیروشیما اشاره کرد.